# Operacja Hannibal
Operacja Hannibal (niem. Unternehmen Hannibal) – niemiecka operacja wojskowa, mająca na celu ewakuację drogą morską żołnierzy i cywili z Kurlandii, Prus Wschodnich oraz z tzw. Korytarza polskiego w okupowanej Polsce pomiędzy połową stycznia a majem 1945 r. Operacja została przeprowadzona ze względu na postępy radzieckiej ofensywy w ramach operacji wschodniopruskiej i pomorskiej oraz operacji pomocniczych.
Radziecka operacja wschodniopruska przeprowadzona przez 3 Front Białoruski dowodzony przez gen. Iwana Czerniachowskiego rozpoczęta 13 stycznia 1945 r. razem z 2 Frontem Białoruskim dowodzonym przez marszałka Rokossowskiego, w późniejszym czasie odcięła Prusy Wschodnie pomiędzy 23 stycznia a 10 lutego 1945 r. Niemiecki grossadmiral Karl Dönitz rozkazał adm. Oskarowi Kummetzowi oraz kontradmirałowi Konradowi Engelhardtowi zaplanowanie oraz przeprowadzenie Rettungsaktion (operacji ewakuacyjnej). Dönitz wysłał wiadomość do Gdyni w okupowanej Polsce, w której rozkazał ewakuację do portów znajdujących się poza strefą radzieckich operacji. Operacji nadano nazwę kodową „Hannibal”. W powojennych wspomnieniach Dönitz stwierdzał, że jego celem było ewakuowanie jak największej liczby osób przed Sowietami.
Gigantyczna liczba wojskowego personelu oraz uchodźców przekształciła tę operację w największą ewakuację w historii morskiej (w ciągu 15 tygodni od 494 do 1080 okrętów i statków transportowych wszystkich typów, w tym łódki rybackie i inne statki, wykorzystując także niemieckie największe jednostki morskie, przetransportowało od 800 000 do 900 000 uchodźców oraz 350 000 żołnierzy przez Morze Bałtyckie do III Rzeszy oraz okupowanej przez Niemców Danii). Liczba ewakuowanych w tej operacji była trzykrotnie większa od liczby ewakuowanych pod Dunkierką.

## Geneza
1 Front Nadbałtycki, 2 Front Nadbałtycki i 3 Front Nadbałtycki 9 października 1944 roku odcięły na terenie łotewskiej Kurlandii 32 niemieckie dywizje, liczące razem około 200 tysięcy ludzi oraz 20 tysięcy żołnierzy Legionu Łotewskiego SS. W styczniu 1945 roku z jednostek odciętych tam przez Armię Czerwoną należących do Grupy Armii „Północ” stworzono Grupę Armii „Kurlandia”.
Plan ewakuacji Okręgu Gdańsk-Prusy Zachodnie opracowany w sztabie Alberta Forstera, otrzymał kryptonim „Eva-Fall” i zatwierdzony został już 4 września 1944 roku. Forster licząc się z faktem, że szlaki ewakuacyjne ludności z Prus Wschodnich będą przebiegały przez Pomorze Gdańskie, a rejonem przejmującym ewakuację ludności z obu tych terenów będzie Pomorze Zachodnie, zaprosił obu gauleiterów na konferencję koordynującą ewakuację. Propozycję Forstera całkowicie zlekceważył gauleiter Prus Wschodnich, Erich Koch, który twierdził, że jego teren nie musi być objęty ewakuacją, ponieważ nie będzie zdobyty przez Armię Czerwoną. Ta widoczna ignorancja Kocha spowodowała, że ewakuację Prus przeprowadzano w pośpiechu i całkowitym bezładzie, a napływające od jesieni 1944 roku na Pomorze Gdańskie grupy uciekinierów i ewakuowanych powodowały coraz większe zakłócenia, pogarszając i tak trudną sytuację ludności Pomorza. Ewakuacja ludności z tego terenu również wkrótce przekształciła się w bezładną ucieczkę.
Od południa ruszyły:
- Operacja wiślańsko-odrzańska (12 stycznia – marzec 1945)
- Operacja warszawsko-poznańska (24 stycznia – 23 lutego 1945)
- Operacja wschodniopruska (13 stycznia – 9 maja 1945)

## Przebieg

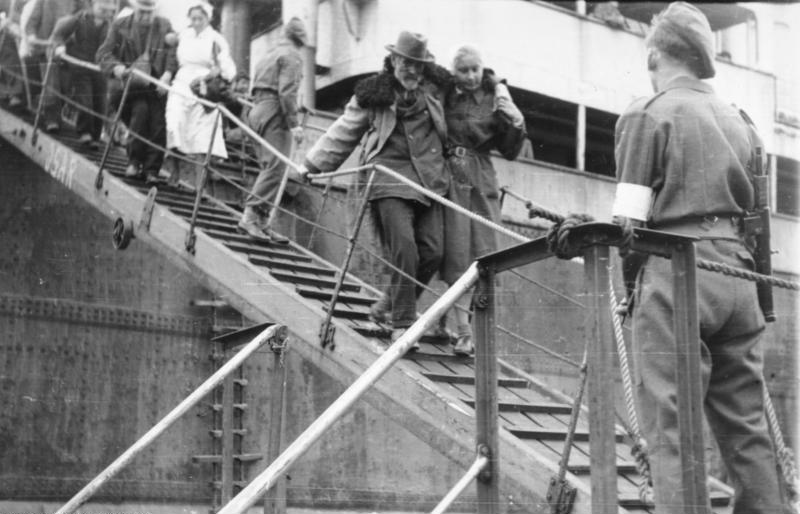
Niemieccy uchodźcy podczas schodzenia ze statku do portu zachodniego, zajętego już wcześniej przez wojska brytyjskie

Dowódca Kriegsmarine Karl Dönitz 21 stycznia 1945 roku wydał rozkaz rozpoczęcia operacji „Hannibal”, czyli ewakuacji personelu szkolnych flotylli okrętów podwodnych z Gdyni i Piławy. Zadanie to miano wykonać okrętami własnymi flotylli:
- Schulboote – U-14, U-17, U-56, U-57, U-58, U-59, U-152, U-721, U-746, U-1197, U-2502, UD-4(inne języki)
- Ausbildungsboote – U-721, U-747, U-778, U-822, U-828, U-903, U-924, U-999, U-1007, U-1065, U-1205, U-1306, U-2521, U-2524, U-2533, U-3010, U-3012, U-3020, U-3023, U-3025, U-3501, U-3507, U-3511, U-3513, U-3514, U-3517, U-3522, U-3524, U-3529
- Frontboote – U-1110, U-2503, U-2518
- Okręt zaopatrzeniowy „Memel”

oraz kilkoma statkami i okrętami, wśród których największymi były: „MS Wilhelm Gustloff” (25 484 BRT), „Hansa” (23 130 BRT), „Hamburg” (22 117 BRT) i „Deutschland” (21 046 BRT) oraz statki transportowe SS „Cap Arcona”, MS „Goya”, MS „Steuben”, „Thielbek” i „Athen”.
Statki te miały ewakuować do początku lutego cały personel 2 Szkolnego Dywizjonu Okrętów Podwodnych (2. Unterseeboots-Lehr-Division) oraz jego wyposażenie.
Cywili miano zabierać w miarę wolnego miejsca, o ile na statkach transportowych takowe pozostawało. Partia nigdy nie wyraziła zgody, aby ludność cywilna opuściła swoje domostwa, domy, czy uciekała z miejsca zamieszkania, gdyż to byłoby postrzegane za defetyzm i surowo karane, chociaż plan ratowania niemieckiej ludności cywilnej oraz wojsk niemieckich pozostających poza granicami swego kraju był sporządzony już w styczniu 1945, kiedy to rząd niemiecki zdobył tajny angielski rozkaz operacyjny „Eclipse”.
Według dokumentów MOK Ost (Marineoberkommando Ost w Kilonii), Czerwonego Krzyża (niemieckiego) oraz dzienników pokładowych różnych jednostek wynika, że do końca marca 1945 r. ewakuowano do portów na Zachodzie około 1,23 miliona Niemców (wśród nich znajdowali się również jeńcy alianccy, przymusowi robotnicy francuscy oraz obywatele narodowości polskiej).
W trakcie narady w Kwaterze Głównej, adm. Dönitz nie zgodził się z generałami sił lądowych, którzy zaczęli piętrzyć problemy związane z ewakuacją morzem, gdyż transporty były realizowane mimo kontrakcji przeciwnika. Jedyną rzeczą, która mogłaby całą akcję przerwać, były niebezpiecznie wyczerpujące się zapasy węgla (Zagłębie Ruhry i Górny Śląsk w tym czasie już były zajęte) i materiałów pędnych, co uniemożliwiłoby wyjście jednostek w morze. Ze stratami w czasie tej operacji należało się liczyć, gdyż są nieuniknione, a to głównie z powodu niewystarczającej liczby jednostek eskorty.
Ewakuacja trwała do końca wojny. Duży konwój zgromadził się w rejonie wyspy Bornholm, gdzie dowódcy konwoju próbowali negocjować poddanie się z aliantami zachodnimi. Zakończyła się ona desantem na Borholm. Grupa Armii „Kurlandia” walczyła w Kurlandii do maja 1945 roku. Część wojska opuściła Półwysep Kurlandzki i została ewakuowana na Pomorze Zachodnie i Półwysep Helski. W momencie kapitulacji grupa armii liczyła około 180 tys. żołnierzy.